# Saint-Germain-sur-Morin
Saint-Germain-sur-Morin – miejscowość i gmina we Francji, w regionie Île-de-France, w departamencie Sekwana i Marna.
Według danych na rok 1990 gminę zamieszkiwało 2356 osób, a gęstość zaludnienia wynosiła 490 osób/km² (wśród 1287 gmin regionu Île-de-France Saint-Germain-sur-Morin plasuje się na 451. miejscu pod względem liczby ludności, natomiast pod względem powierzchni na miejscu 691.).